# Badule épaisse
Espèce
Statut de conservation UICN

 CR B1+2ce, C1+2a, D : 
En danger critique
La Badule épaisse ou Badula crassa est une espèce de plantes à fleurs de la famille des Primulacées. Elle est endémique de l'archipel des Mascareignes, dans le sud-ouest de l'océan Indien. Elle grandit sur les pentes montagneuses exposées, sur des forêts rocheuses sclérophylles où les précipitations sont en moyenne de 1 à 2 mètres par an.
Depuis 1998, cette espèce est classée dans la catégorie des espèces en danger critique d'extinction par l'UICN. Seulement dix individus de cette espèce ont été observés à Maurice depuis 1995 alors qu'elle pourrait être éteinte à la Réunion. Les raisons de son extinction sont la perte de son habitat en raison de la concurrence des plantes envahissantes et du défrichage pour l'élevage du chevreuil, ainsi que la destruction des fruits et des graines par les singes introduits dans les îles.